# إدوارد لويد توماس
إدوارد لويد توماس (بالإنجليزية: Edward Lloyd Thomas) هو عسكري أمريكي، ولد في 23 مارس 1825 في مقاطعة كلارك في الولايات المتحدة، وتوفي في 8 مارس 1898 في ماكالستر في الولايات المتحدة.